# Jesuânia
Jesuânia är en kommun i Brasilien.   Den ligger i delstaten Minas Gerais, i den sydöstra delen av landet, 700 km söder om huvudstaden Brasília. Antalet invånare är 4 768.
Omgivningarna runt Jesuânia är huvudsakligen savann. Runt Jesuânia är det ganska glesbefolkat, med 40 invånare per kvadratkilometer.